# Абдулла Маду
Абдулла Маду (араб. عبد الله مادو, нар. 15 липня 1993, Мекка) — саудівський футболіст, захисник клубу «Ан-Наср» (Ер-Ріяд).
Виступав, зокрема, за клуб «Аль-Наср» (Ер-Ріяд), а також національну збірну Саудівської Аравії.
Триразовий чемпіон Саудівської Аравії.

## Клубна кар'єра
У дорослому футболі дебютував 2012 року виступами за команду «Ан-Наср» (Ер-Ріяд), кольори якої захищає й донині.

## Виступи за збірні
Протягом 2014–2016 років залучався до складу молодіжної збірної Саудівської Аравії. На молодіжному рівні зіграв у 8 офіційних матчах.
У 2019 році дебютував в офіційних матчах у складі національної збірної Саудівської Аравії.
У складі збірної був учасником чемпіонату світу 2022 року у Катарі.

## Титули і досягнення
- Чемпіон Саудівської Аравії (3):

«Аль-Наср» (Ер-Ріяд): 2013-2014, 2014-2015, 2018-2019